# Бистшиця (Луківський повіт)
Бистшиця (пол. Bystrzyca) — село в Польщі, у гміні Войцешкув Луківського повіту Люблінського воєводства.
Населення — 550 осіб (2011).
У 1975-1998 роках село належало до Седлецького воєводства.

## Демографія
Демографічна структура станом на 31 березня 2011 року:
|          | Загалом | Допрацездатний вік | Працездатний вік | Постпрацездатний вік |
| -------- | ------- | ------------------ | ---------------- | -------------------- |
| Чоловіки | 267     | 45                 | 187              | 35                   |
| Жінки    | 283     | 66                 | 156              | 61                   |
| Разом    | 550     | 111                | 343              | 96                   |